# Carta de Madri
A Carta de Madri: Em defesa da liberdade e da democracia na Iberosfera (espanhol: Carta de Madrid: en defensa de la libertad y la democracia en la Iberosfera), também conhecida como Carta de Madri, foi um manifesto criado em 26 de outubro de 2020 pelo think tank Fundação Disenso do partido político espanhol de extrema-direita Vox. O documento denuncia as organizações de esquerda na Ibero-América, diz que esses grupos representam uma ameaça à democracia liberal através do comunismo, e que parte da região "está refém de regimes totalitários de inspiração comunista, apoiados pelo narcotráfico e por terceiros países, todos sob a égide de Cuba". A Carta de Madri foi assinada principalmente por políticos anticomunistas, conservadores, de extrema-direita e libertários de direita das Américas e da Península Ibérica.

## Plano de fundo
A Carta de Madri foi um manifesto criado como parte de um esforço para criar o Fórum de Madri, uma organização internacional anticomunista com uma "estrutura permanente e um plano de ação anual". Vox inicialmente apresentou o projeto ao governo do presidente dos Estados Unidos, Donald Trump, durante uma visita aos Estados Unidos em fevereiro de 2019, com Santiago Abascal usando suas boas relações com o governo para construir apoio dentro do Partido Republicano e estabelecendo fortes laços com contatos americanos. Em março de 2019, Abascal twittou uma imagem sua vestindo um morrião semelhante a um conquistador, com a ABC escrevendo em um artigo detalhando o documento que esse evento forneceu uma narrativa que "simboliza em parte o humor expansionista do Vox e sua ideologia longe da Espanha". A carta subsequentemente cresceu para incluir signatários que tinham pouca ou nenhuma relação com a América Latina e áreas de língua espanhola.
O Fórum de Madri estava destinado a realizar seu primeiro evento em Madri em junho de 2020, embora tenha sido cancelado devido à pandemia de COVID-19, com a Carta de Madri convertida em um documento online apresentado em 26 de outubro de 2020.

## Conteúdo
No documento, os signatários definem duas entidades; o primeiro é uma "Iberosfera" aliada de nações com as mesmas raízes da Península Ibérica e o segundo são grupos de esquerda como o Foro de São Paulo e o Grupo de Puebla, que a carta reconhece como inimigo e ameaça à liberdade. A carta condena grupos de esquerda como estando sob a influência de Cuba, afirmando que eles estão "sob a égide do regime cubano", descreve parte da região como sendo "sequestrada por comunistas totalitários de inspiração regimes, apoiados pelo narcotráfico" e diz que os grupos de esquerda mantêm uma "agenda ideológica" para desestabilizar os governos liberais. A carta também destaca o respeito ao estado de direito, separação de poderes e propriedade privada. Também pediu que acadêmicos, a mídia e outros grupos defendessem os objetivos da Carta de Madri.

## Promoção
Delegados do Vox viajaram por toda a América Latina para divulgar e obter assinaturas do manifesto, reunindo-se com políticos do Equador, México e Peru. Ao promover a carta no Equador, o delegado do Vox, Hermann Tertsch, disse que as assinaturas eram necessárias para combater o "narcosocialismo", argumentando que "[todos] os países latino-americanos estão ameaçados pelo mesmo projeto totalitário financiado principalmente pelo tráfico venezuelano de petróleo e drogas", que Tertsch disse ter sido guiado por Cuba. Nas reuniões no Equador, o recém-nomeado Ministro da Defesa Nacional do presidente Guillermo Lasso Fernando Donoso assinou o documento juntamente com membros do Partido Social Cristão e do Partido SUMA.
No México, a visita e o evento de coleta de assinaturas do Vox causaram polêmica quando os legisladores do Partido da Ação Nacional (PAN) assinaram a carta. Políticos do PAN receberam críticas nas redes sociais que resultaram em conflitos dentro do partido. Pouco depois de participar com o Vox, os políticos do PAN se distanciaram de assinar o manifesto, enquanto o Twitter oficial do partido apagou uma imagem de membros do PAN reunidos com representantes do Vox. Devido à controversa visita do Vox, ocorreram discussões sobre a possibilidade do México aplicar o Artigo 33 da Constituição do México, que concede a expulsão de estrangeiros por interferirem nos "assuntos políticos" mexicanos. Andrés Manuel López Obrador, o presidente do México, recusou essa opção afirmando: "O México é um país livre. Digo isso também para que, se o senhor do Vox, Abascal, quiser voltar, ele pode fazê-lo. As portas de nosso país estão abertas, são sempre bem-vindos. Todos os estrangeiros, mesmo que sejam adversários."
O site peruano de jornalismo investigativo OjoPúblico escreveu em um artigo discutindo alianças de extrema direita nas Américas que membros do Vox viajaram ao Peru para obter assinaturas, com os partidos Avança País de Hernando de Soto, Força Popular de Keiko Fujimori e Renovação Popular de Rafael López Aliaga assinando o documento. Executivos de negócios peruanos, incluindo o proprietário da Willax Televisión, também participaram das discussões e assinaram o estatuto. Além disso, a Vox criou um iniciativa de e-participation no Peru para coletar assinaturas de cidadãos peruanos.

## Signatários
| Origin        | Signatories | Source               |
| ------------- | --- | -------------------- |
| Argentina     | * Alberto Asseff - Alejandro Chafuen - Alejandro Fargosi - Alfredo Schiavoni - Carla Piccolomini - David Schlereth - Diego Marías - Francisco Sánchez - Hernán Berisso - Inés Liendo - Javier Milei - José Luis Espert - Juan Aicega - Julio Sahad - Karina Mariani - Luis Rosales - María Zaldívar - Martín Pugliese - Pablo Torello - Paola Michielotto - Santiago Muzio - Victoria Villarruel - Waldo Wolff | [ 15 ]               |
| Bolivia       | - Arturo Murillo | [ 15 ]               |
| Brazil        | - Bia Kicis - Eduardo Bolsonaro | [ 16 ] [ 15 ]        |
| Chile         | - Andrés Barrientos - José Antonio Kast - Vanessa Kaiser | [ 16 ] [ 15 ]        |
| Colombia      | * John Marulanda - Margarita Restrepo - María Clara Escobar - María Fernanda Cabal - Paloma Valencia - Paola Holguín | [ 17 ]               |
| Costa Rica    | - Dragos Dolanescu Valenciano - Fabricio Alvarado Muñoz - Otto Guevara Guth | [ 15 ]               |
| Cuba          | - Alejandro González Raga - Antonio Rodiles - Dulce Canal Hernández - Ernesto Ortiz - Hilda Molina - Léo Juvier-Hendrickx - Orlando Gutierrez-Boronat - René Bolio - Rosa Maria Payá - Yaxys Cires - Zoé Valdés | [ 15 ]               |
| Ecuador       | - Amparo Medina - André Santos Espinoza - César E. Benítez - Cristina López - Esteban Torres Cobo - Felipe León - Fernando Balda - Gabriela Weber - Guillermo Lasso (alleged) - Héctor Yepes - Henry Kronfle - Jairo Darío Lalaleo Valencia - Luis Espinosa Goded - Mario Cuvi - Mario Pazmiño Silva - Martha Cecilia Villafuerte - Max Meitzner - Otto Sonnenholzner - Pedro Pablo Duart | [ 18 ] [ 15 ] [ 19 ] |
| El Salvador   | - Alejandrina Castro | [ 15 ]               |
| France        | - Marion Maréchal | [ 15 ]               |
| Greece        | - Emmanouil Fragkos | [ 15 ]               |
| Honduras      | - Mauricio Villeda | [ 15 ]               |
| Italy         | - Giorgia Meloni - Nicola Procaccini | [ 15 ]               |
| Mexico        | - Alejandra Reynoso Sánchez - América Rangel Lorenzana - Carlos Leal - Eduardo Verástegui - Elsa Méndez Álvarez - Fernando Rodríguez Doval - Gina Cruz Blackledge - Guadalupe Murguía Gutiérrez - Guadalupe Saldaña Cisneros - Indira Rosales San Román - Juan Antonio Martín del Campo - Julen Rementería del Puerto - Marco Antonio Gama - Mario Romo - Minerva Hernández Ramos - Nadia Navarro Acevedo - Pablo Adame - Raúl Torres Guerrero - Roberto Juan Moya Clemente - Sarai Nuñez Cerón - Víctor Oswaldo Fuentes Solís | [ 15 ]               |
| Netherlands   | - Derk Jan Eppink | [ 15 ]               |
| Paraguay      | - Dannia Ríos - Hugo Vera Ojeda - Tito Aranda - Víctor Pavón | [ 15 ]               |
| Peru          | - Adriana Tudela - Aldo Mariategui - Alejandro Muñante Barrios - Alfonso Baella - Ángel Guillermo Delgado Silva - Carlos Hamann - Carmen Patricia Juárez - César Combina - Daniel Córdova - Dardo Lopez-Dolz - Diana Seminario - Diego Acuña - Diethell Columbus - Edgar Callo Wong - Elizabeth Du-Bois Curcio - Elizabeth Dulanto de Miró Quesada - Enrique Ghersi Silva - Erasmo Wong Lu - Ernesto Álvarez Miranda - Ernesto Bustamante - Fabiola Morales - Fernando Cálmele del Solar - Fernando Cillóniz - Francisco Tudela - Gustavo Nakamura - Hernando Guerra García - Javier Bedoya Denegri - Javier González-Olaechea Franco - Jorge Montoya Manrique - Jorge Villena - Jorge Zeballos - José Cueto Aservi - José Williams - Juan Bosco Hermoza - Juan Carlos Lizarzaburu - Luis Galarreta - Miguel Santamaría Dávila - Miguel Yagi Higa - Nelson Roberto Pardo - Nestor Quizpez-Asin - Noelia Rossvith Herrera Medina - Pedro Olaechea - Rafael López Aliaga - Rosangella Barbarán - Vanya Melissa Thais Iriarte - Victor Andrés Ponce - Yorry Warthon | [ 20 ] [ 16 ] [ 15 ] |
| Portugal      | - André Ventura | [ 15 ]               |
| Spain         | - Hermann Tertsch - Jorge Buxadé - Rocío Monasterio - Santiago Abascal | [ 15 ]               |
| Sweden        | - Charlie Weimers | [ 15 ]               |
| United States | - Alberto Fernández - Alejandro Chafuen - Alfonso Aguilar - Terry Schilling - Dan Schneider - Daniel Garza - Daniel Pipes - Grover Norquist - John Fonte - John Pence - Lorenzo Montanari - Matt Schlapp - Mike González - Pablo Kleinman - Roger Noriega | [ 15 ] [ 21 ] [ 22 ] |
| Uruguay       | - Pablo Viana - Pedro Isern | [ 15 ]               |
| Venezuela     | * Alberto Franceschi - Alfredo Mago - Álvaro Guerrero - Antonio Ledezma - Aquiles Martini Pietri - Biagio Pilieri - Carlos Bastardo - Carlos Ortega - Carlos Salazar - Dignora Hernández - Diego Arria - Eduardo Flores - Edwin Luzardo - Enrique Aristeguieta Gramcko - Humberto Calderón Berti - Humberto González - Ignacio de León - Jesús Petit DaCosta - Johanna Montenegro - José Luis Pirela - Juan Carlos Bolívar - Juan Pablo García - Luis Barragán - María Corina Machado - Melquiades Pulido - Milos Alcalay - Nafir Morales - Nahem Reyes - Nitu Pérez Osuna - Noel Álvarez - Omar González Moreno - Pedro Urruchurtu - Richard Blanco - Vladimir Petit Medina - Wilfredo Bello | [ 15 ]               |

## Análise
Segundo o jornal espanhol de centro-esquerda El País, o partido político espanhol Vox, que descreve como de extrema-direita, organizou grupos de evangélicos, católicos, neoconservadores, populistas de direita e indivíduos "nostálgicos das ditaduras militares" com a Carta de Madri. O Comitê para a Abolição da Dívida Ilegítima descreveu a carta e o Fórum de Madri como "uma primeira tentativa de reagrupar as forças da extrema direita" em uma "Internacional Marrom", observando que a Carta de Madri é "co-assinada por partidos e personalidades da extrema direita que nada têm a ver com a América Latina ou com a língua espanhola." Página/12, jornal kirchnerista editado em Buenos Aires, descreveu a iniciativa como uma "guerra cultural" declarada pelo Vox e "uma ofensiva conservadora sobre os avanços democráticos que tiveram ou começaram na América Latina no início deste século". A cientista política Kathy Zegarra, da Pontifícia Universidade Católica do Peru, discutiu a participação de Keiko Fujimori na iniciativa do Vox, afirmando: "É benéfico para o público de extrema-direita. No entanto, gera passivo especialmente para aqueles cidadãos que têm ideias mais tolerantes;... é negativo para aqueles cidadãos que têm valores mais progressistas, que tenham valores a favor dos direitos humanos". Khemvirg Puente, cientista político da Universidade Nacional Autônoma do México, disse que a participação de políticos do PAN na carta foi uma forma do presidente mexicano Andrés Manuel López Obrador confirmar sua retórica contra o partido e que esse ato comoveu o partido para a extrema direita, tornando-o pouco atraente para os eleitores.